# Wojciech Lubiński

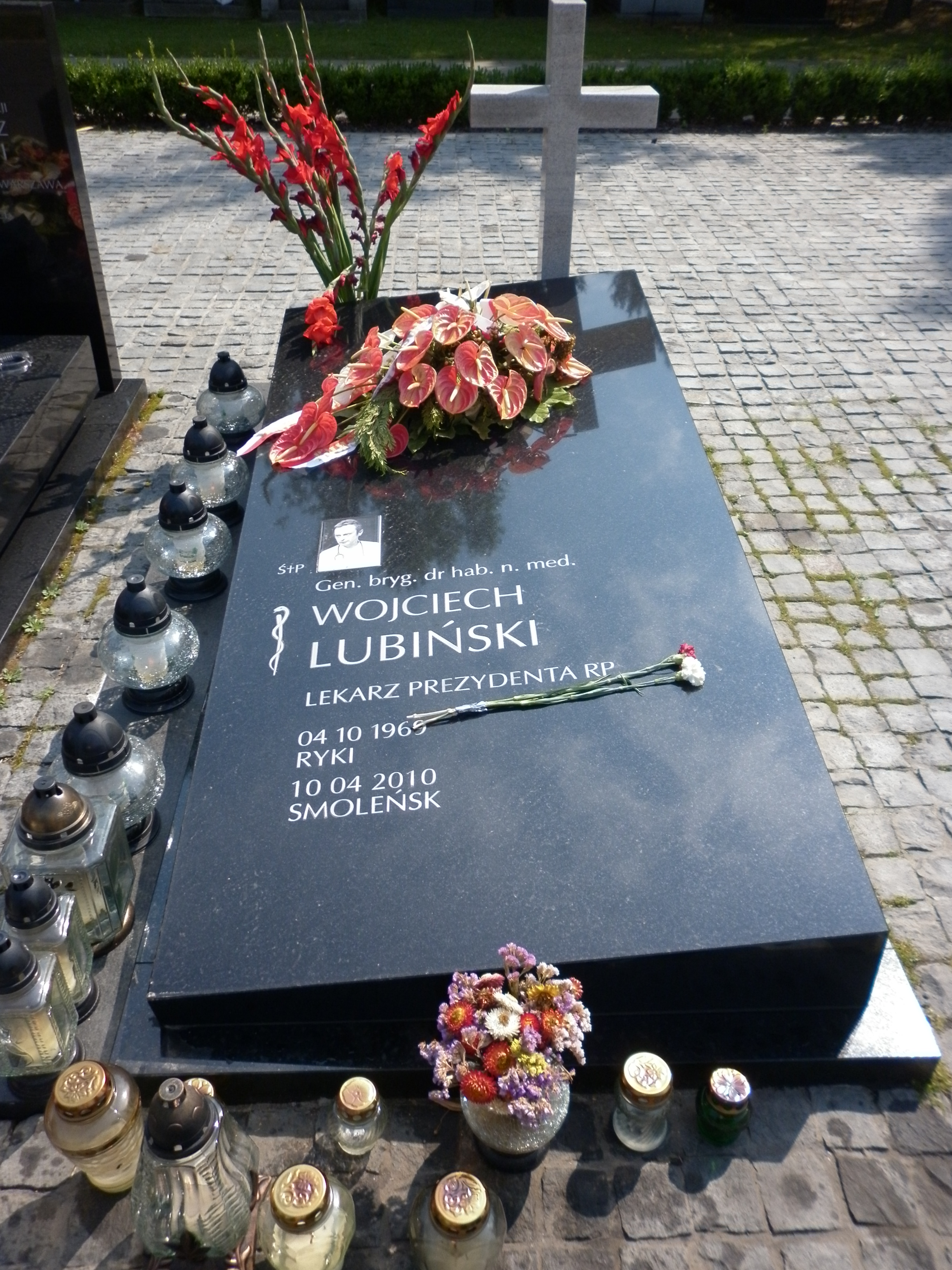
Grób Wojciecha Lubińskiego

Wojciech Lubiński (ur. 4 października 1969 w Rykach, zm. 10 kwietnia 2010 w Smoleńsku) – polski pulmonolog, doktor habilitowany nauk medycznych, wojskowy. Osobisty lekarz prezydenta RP Lecha Kaczyńskiego.

## Życiorys
W 1994 ukończył studia na Wydziale Lekarskim Wojskowej Akademii Medycznej w Łodzi. Pracował jako lekarz w Jednostce Wojskowej w Ostródzie, a następnie w Wojskowym Szpitalu Gruźlicy i Chorób Płuc w Otwocku.
W 1997 uzyskał specjalizację pierwszego stopnia w zakresie chorób wewnętrznych, trzy lata później specjalizował się z pulmonologii. W tym samym roku został starszym asystentem w Klinice Chorób Wewnętrznych, Pneumonologii i Alergologii Centralnego Szpitala Klinicznego WAM. Również w 2000 uzyskał stopień doktora nauk medycznych na podstawie pracy Badania czynnościowe oddychania u zdrowych, młodych mężczyzn w Polsce (1993–1998). W 2005 objął stanowisko adiunkta. Był także rzecznikiem prasowym Wojskowego Instytutu Medycznego, a od 2008 zastępcą komendanta Centralnego Szpitala Klinicznego Ministerstwa Obrony Narodowej.
Publikował prace naukowe, był m.in. współautorem publikacji w „Journal of Applied Physiology” oraz książek Co należy wiedzieć o przewlekłej obturacyjnej chorobie płuc (Warszawa 2002) i Co należy wiedzieć o astmie oskrzelowej (Warszawa 2003). W 2010 w oparciu o rozprawę Nowe wartości należne zmiennych spirometrycznych oraz wskaźnik oceny obturacji w populacji polskiej uzyskał stopień doktora habilitowanego nauk medycznych. Współpracował z inżynierami i matematykami z Politechniki Warszawskiej oraz Instytut Biocybernetyki i Inżynierii Biomedycznej PAN.
Od 2006 był lekarzem prezydenta RP Lecha Kaczyńskiego. Leczył także m.in. jego matkę Jadwigę Kaczyńską.
Zginął 10 kwietnia 2010 w katastrofie polskiego samolotu Tu-154M w Smoleńsku w drodze na obchody 70. rocznicy zbrodni katyńskiej. 15 kwietnia 2010 został pośmiertnie awansowany na stopień generała brygady, a 16 kwietnia –  odznaczony Krzyżem Oficerskim Orderu Odrodzenia Polski.
20 kwietnia 2010 został pochowany z honorami wojskowymi na Cmentarzu Wojskowym na Powązkach w Warszawie. 8 kwietnia 2011 odsłonięto poświęconą mu tablicę pamiątkową w Wojskowym Instytucie Medycznym w Warszawie. Jego ciało zostało ekshumowane 6 czerwca 2017 w związku z prowadzonym w Prokuraturze Krajowej śledztwem w sprawie katastrofy smoleńskiej.
Był żonaty z Beatą, miał córkę Marię i syna Jana.

## Wybrane publikacje
- Gutkowski P., Lubiński W., Zielonka T.M. (red.), Spirometria, Medical Tribune Polska, Warszawa 2005.
- Lubiński W., Toczyska I., Chciałowski A., Płusa T., Influence of air pollution on pulmonary function in healthy young men from different regions of Poland, Ann. Agric. Environ. Med., 2005, 12(1): 1–4.
- Lubiński W., Badyda A., Płusa T., Kraszewski A., Emeryk A., The influence of air pollution on respiratory symptoms and pulmonary function test results in inhabitants of Warsaw, Pol. J. Environ. Studies, 2006, 15(2b): 408–412.
- Lubiński W., Spirometria w chorobach alergicznych układu oddechowego, [w:] Płusa T., Jahnz-Różyk K. (red.), Alergologia współczesna, Medpress, Warszawa 2006: 80–92.
- Zielonka T.M., Lubiński W., Gutkowski P. (red.), Spirometria dla lekarzy, Górnicki Wydawnictwo Medyczne, Wrocław 2008.
- Gólczewski T., Lubiński W., Spirometry: quantification of the shape of the maximal expiratory flow-volume curve, Biocybernetics and Biomedical Engineering, 2008, 28(3): 32–39.
- Lubinski W., Gólczewski T., Physiologically interpretable prediction equations for spirometric indexes, J Appl Physiol, 2010, 108: 1440–1446.